# Владимир Андреев
Владимир Веселинов Андреев е български продуцент, режисьор и сценарист.

## Биография
Роден е в София на 30 септември 1954 г. Завършва математика в Софийския университет. Следва режисура първоначално във ВГИК, Москва, а през 1988 г. завършва ВИТИЗ „Кръстьо Сарафов“ със специалност „Кинорежисура“. През 1992 г. с още двама съдружници основава продуцентската къща „Бъръ Филм“, чрез която реализира професионалните си начинания.

## Филмография
Като режисьор
- Пътят към Европа (1995)
- От 5 до 17 (1993)
- Цитаделата (1992)
- Berlin Dreams (1991)
- Неофео (1990)
- Да откриеш велосипеда (1989)
- Елегия за една къща (1988)

Като сценарист
- Пътят към Европа (1995)
- От 5 до 17 (1993)
- Цитаделата (1993)
- Да откриеш велосипеда (1989)
- Елегия за една къща (1988)

Като продуцент
- Цветът на хамелеона (2012) изпълнителен продуцент
- Пътят пред нас (2010) копродуцент
- Козелът (2009)
- Светът е голям и спасение дебне отвсякъде (2008) изпълнителен продуцент
- Защо точно България (2006) копродуцент
- Първомайсторът на кристалния растеж (2005) изпълнителен продуцент
- Лейди Зи (2005)
- Домът (2003)
- Единственото пътешествие на неговия живот (2001) копродуцент
- Новини от миналото (2001) изпълнителен продуцент
- Далечното пътуване на Невена (2000) изпълнителен продуцент
- Клиника на третия етаж (1999) изпълнителен продуцент
- Пясъчен часовник (1999) изпълнителен продуцент
- Тувалу (1998) изпълнителен продуцент
- Мирупавшим (1997) копродуцент
- Търкалящи се камъни (1995)
- Пътят към Европа (1995)
- Разкази за убийства (1993)
- Цитаделата (1992)

Като актьор
- Аритмия (1992)
- Мера според мера (1981), 7 серии – четник на Дилбер Танас